# Chrysophyllum calophyllum
Chrysophyllum calophyllum är en tvåhjärtbladig växtart som beskrevs av Arthur Wallis Exell. Chrysophyllum calophyllum ingår i släktet Chrysophyllum och familjen Sapotaceae.
Artens utbredningsområde är Principe. Inga underarter finns listade i Catalogue of Life.